# Rod Owen-Jones
Rod Owen-Jones (* 6. Januar 1970 in Sydney) ist ein ehemaliger australischer Wasserballspieler.
1994 wechselte Owen-Jones, der zu diesem Zeitpunkt bereits 80 Länderspiele für die australische Wasserball-Nationalmannschaft absolviert hatte, zum deutschen Verein Rote Erde Hamm. Er nahm auch an den Olympischen Sommerspielen 2000 teil und belegte mit den Australiern den achten Platz des olympischen Wasserball-Turniers.